# Birac (Żyronda)
Birac – miejscowość i gmina we Francji, w regionie Nowa Akwitania, w departamencie Żyronda.
Według danych na rok 1990 gminę zamieszkiwało 180 osób, a gęstość zaludnienia wynosiła 18 osób/km² (wśród 2290 gmin Akwitanii Birac plasuje się na 997. miejscu pod względem liczby ludności, natomiast pod względem powierzchni na miejscu 1061.).